# 日本大学習志野高等学校
日本大学習志野高等学校（にほんだいがくならしのこうとうがっこう）は、千葉県船橋市習志野台にある日本大学付属の私立高等学校。略称「日習（にちなら）」「日大習志野」。

## 教育方針
- 自主創造【自ら学ぶ・自ら考える・自ら道をひらく】

日大習志野高校は、この日本大学の教育理念「自主創造」の精神に従い，人間性豊かな生徒を育成する為に次の教育目標を掲げる。

### 教育目標
- 自主創造の精神の育成
- 高い理想と真剣な学習態度の育成
- 知育・徳育・体育の調和的育成

### 目指すべき生徒像
- 自己管理の態度と心身の健康に努める生徒
- 多様性を尊重し，社会規範を遵守する生徒
- 主体的に課題を発見し，最適な解（こたえ）を探求する生徒

## 概要
日大習志野高校は日本大学の付属校であり、全国の日大付属高校の中では最も偏差値が高い。日本大学の付属校ではあるが、推薦を利用して日本大学に進学する生徒は少数派であり、大半の生徒が国公立大学や難関私立大学に進学する。また、校舎は日本大学理工学部船橋キャンパスの中にあり、船橋日大前駅から徒歩5分という好立地にある。
高校２年次より文系においては2コース（NP=国公立進学、GA=総合進学）、理系においては3コース（NP=国公立進学、GA=総合進学、CST=日本大学理工学部進学）が設けられ、あらゆる進路に対応したカリキュラムが編成されている。
日本大学への進学には推薦入学制度があり、高校3年間の学業成績を考慮した推薦と、高校2年生4月と3年生4月および9月に全付属高等学校間で実施される「基礎学力到達度テスト」の成績を考慮した推薦で入学が許可される。

## 高大連携教育
日大習志野高校は同じキャンパスに日大理工学部があることを生かして、高校と大学の連携した教育が積極的に行われている。理工学部教員による講演や学部、研究室、実験設備の見学などはその一例で、これにより、生徒たちは学ぶ意欲を高め、知的好奇心の向上に役立っている。
二年時にcstコースを選択した生徒は日大理工学部の授業に出席することが可能で、履修後の試験に合格すれば、日大理工学部に入学後の単位として認められる。

## 沿革
- 1929年 - 日本大学工業学校（定時制）として創立開校。
- 1948年 - 学制改革により日本大学工業高等学校（定時制）となる。
- 1966年 - 日本大学工業高等学校（全日制）として船橋市に新設開校。
- 1974年 - 日本大学習志野高等学校に改称。
- 1976年 - 工業科募集停止。
- 2011年 - 理工学部船橋キャンパス内に新校舎竣工。
- 2015年 - 校舎と体育館を結ぶ専用陸橋が完成。

## 部活動
野球部、卓球部、陸上部、バドミントン部、サッカー部、ラグビー部、剣道部、テニス部、ソフトボール部、ソフトテニス部、チアリーダー部、山岳部、フェンシング部、バスケットボール部、バレーボール部、水泳同好会、スキー同好会、物理部、写真部、華道部、化学部、演劇部、英語部、生物部、吹奏楽部、書道部、放送部、文芸同好会、美術部、茶道部、社会部、ICT研究同好会、生徒会運営委員会

## 入試
日大習志野高校の入試にはA入試とB入試がある。A入試もB入試も、試験日は同じ日に実施される。
- A入試は日大習志野高校を第一志望とした受験生を対象とした試験であり、マーク方式の学力検査（国語・英語・数学）で合否判定する。募集定員は男女180人である。また、A入試には剣道を対象としたスポーツ推薦入試も含まれ（その募集定員は若干名）、マーク方式の学力検査（国語・英語・数学）と面接で合否判定する。 A入試に出願するには、受験生は次の条件を満たしていることが条件である。まず、中学での国語・社会・数学・理科・英語の5教科の5段階評定が「20」以上であること。 ただし、音楽・美術・保健体育・技術家庭を加えた9教科の評定に「2」・「1」がないこと。 その5段階評定は、出願時、中学校が発行する調査書の3年次の成績である。そして、中学校3年間（中学1年4月から中学3年11月まで）の欠席日数が「20日以内」であること。また、A入試で合格した受験生は、日大習志野高校に入学することが条件である。また、A入試は推薦入試ではないので、A入試の受験生は、他の高校も併願受験することができる。
- B入試は一般入試のことであり、マーク方式の学力検査（国語・英語・数学7）で合否判定する。募集定員は男女190人である。

## 著名な出身者
- 沢田良（政治家）
- 中川緑（NHKアナウンサー）
- 本澤一郎（NHKアナウンサー）
- 村上真吾（NHKアナウンサー）
- 増山麗奈（画家、映画監督）
- 佐野秀光（日本の実業家、政治活動家）

## アクセス
- 船橋日大前駅より徒歩5分
- 北習志野駅より徒歩20分